# Julik
JULIK (Юлік) (справжнє ім'я — Гук Назарій Володимирович, нар. 23 січня 1990, Львів, Львівська область, Українська РСР, СРСР) — український шоумен, автор та композитор пісень, саундпродюсер. Колишній учасник колективу «DZIDZIO». У 2021 році став зірковим експертом телепроєкту Співають всі на телеканалі Україна.

## Життєпис
Народився 23 січня 1990 року у місті Львові в Україні. Музичний талант проявляється ще у ранньому дитинстві, адже батько юнака був музикантом та залучав свого сина до гри на фортепіано. Вже у віці трьох років майбутній артист вмів грати примітивні дитячі пісні, а у віці 6 років — серйозні пісні про кохання.
У цьому ж віці артист вступає до другого класу Львівської середньої спеціалізованої музичної школи-інтернату імені Соломії Крушельницької, клас фортепіано.

### Освіта
- Львівська середня спеціалізована музична школа-інтернат імені Соломії Крушельницької
- Conservatorio «San Pietro a Majella» (Napoli)
- Львівський університет бізнесу та права — бакалавр журналістики[6]
- Львівський університет бізнесу та права — магістр напрямку «Журналістика» (2021 рік)

## Творчість

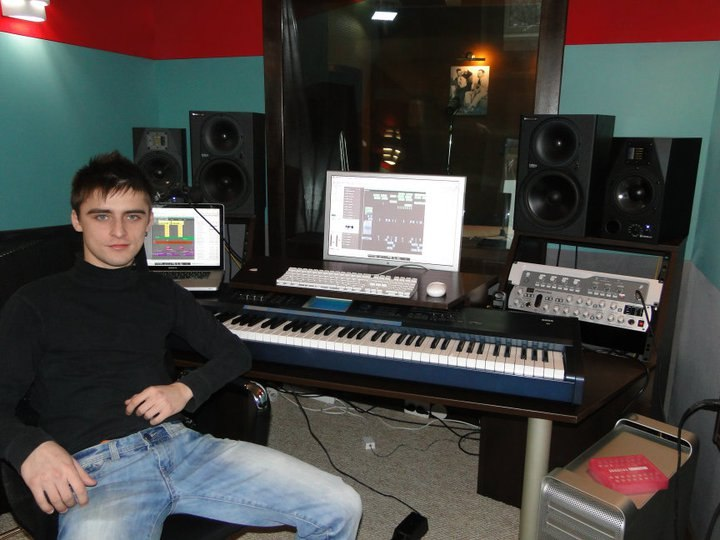
На студії "На хаті Рекордз

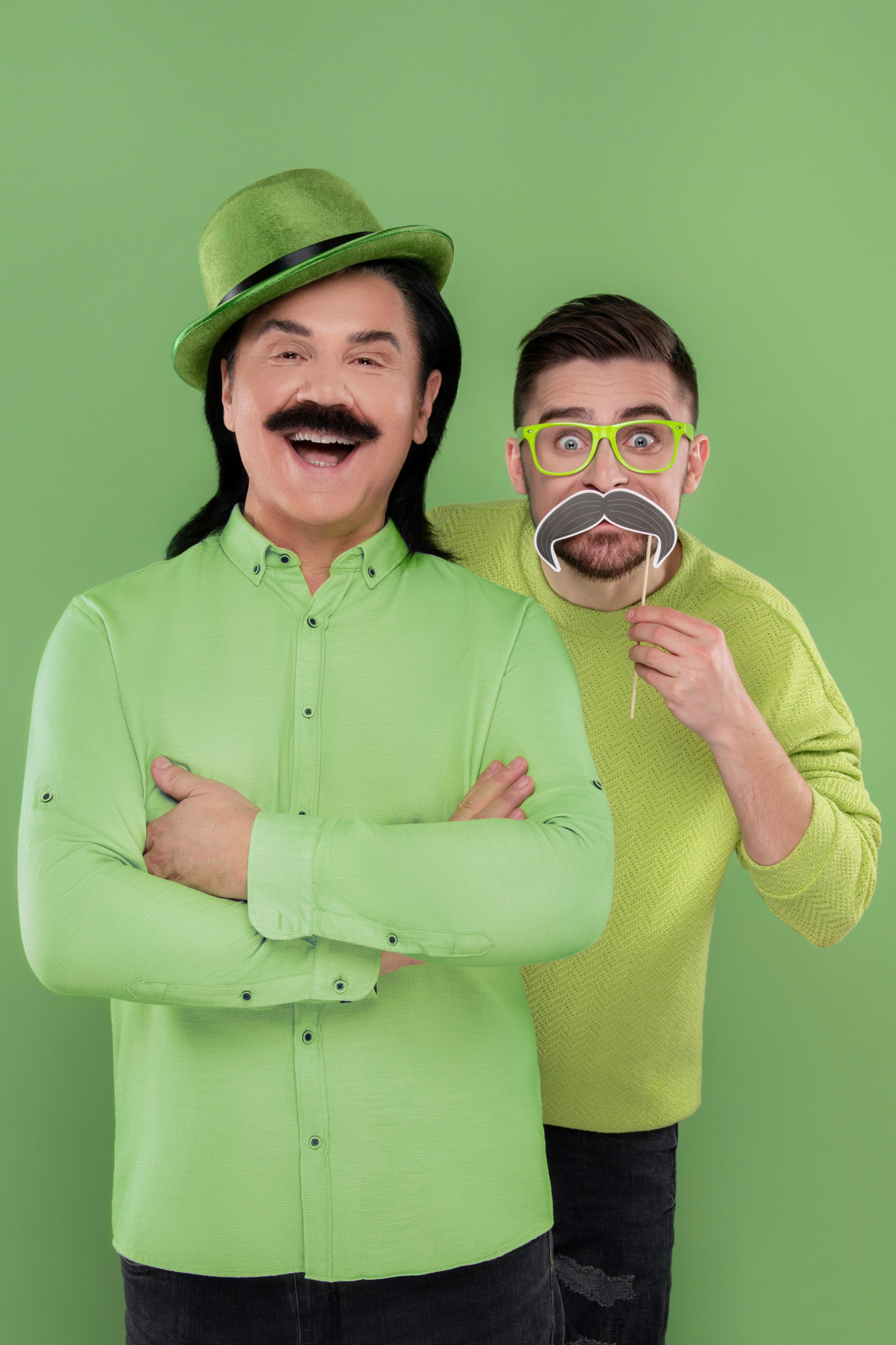
Павло Зібров та JULIK

- 2000 рік — переїжджає до Неаполя та вступає у консерваторію «San Pietro a Majella», починає грати на органі у місцевій церкві[7].

- 2008 рік — після повернення з Італії знайомиться із українською співачкою Лєною Корнєєвою та починає акомпанувати їй на концертах.

- 2009 рік — Юлік знайомиться із Василем Ливицьким (сцен. ім'я Владіслав Левицький) та починає грати на клавіші, акомпануючи співакові. Починає знайомитись із саундпродюсерством та активно приступає до написання аранжувань до пісень[8].

- 2010 рік — переїзд до Києва та робота на студії звукозапису «На хаті РЕКОРДЗ».

- 2012 рік — співак повертається до рідного Львова та розпочинає роботу у колективі DZIDZIO, зайнявши посаду музиканта-інструменталіста. За короткий термін часу гурту набирає шаленої популярності та отримує всенародне визнання. Колектив удостоєний багатьох нагород та численних перемог у музичних преміях[9]. Протягом перебування у гурті, за словами артиста, він завжди був і продовжує бути наділеним жіночою увагою[10].
- 2015 рік — За версією Музвар випадок розпаду гурту DZIDZIO у 2015 році та конфлікт між учасниками увійшов до ТОП-5 найвідоміших випадків розриву взаємин у музичній індустрії України[11].

- 2017 рік — вийшла у прокат кінострічка «DZIDZIO Контрабас», Юлік зіграв одну з головних ролей, а точніше самого себе. Стрічка розповідає про трьох хлопців, які хочуть заробити грошей перевезенням контрабанди[12].

Цього ж року у вересні вирішив розпочати сольний проєкт, у якому зайнявся популяризацією української електронної музики. Презентував творчий доробок на композицію «Шеф», покійного товариша Владіслава Левицького. До творчої колаборації Юлік запросив і Михайла Хому, який і заспівав цю пісню.
- 2018 рік — епізодична роль у фільмі «DZIDZIO Перший раз»[16][17], а також створення ремікс-версії на пісні топових українських артистів[18].

Презентація реміксу на трек «Катерино» українського гурту «Rock-H». Співпраця зі співачкою Анною Петраш над видозміненням треку «Запали».
Влітку 2018 року артист презентував сольний доробок — танцювальний трек Boom Boom у стилі хаус.
Співпраця з Panchyshyn — ремікс на трек «Дівчина», який уже з перших днів прем'єри потрапив у музичні чарти.
8 жовтня 2018 року Julik та Павло Зібров презентували спільний творчий доробок — трек «Мертві бджоли» у новому аранжуванні. Окрім вищенаведених реміксів, Julik зробив чимало колаборацій із музичною компанією FDR та зробив нове дихання пісням: гурту «Біла Вежа» Олександра Порядинського, Remix-версію треку «Текіла» співачки Alyosha та інших.
Початок вокальної кар'єри — дебютна робота «Та яку люблю», яка отримала неабиякий фідбек від слухачів та колег по цеху. За короткий термін часу, пісня перетнула позначку у 100 000 переглядів.
- 2019 рік — у День закоханих співак презентує другий лірично-романтичний трек «Щастя»[27].

У квітні Julik презентує третю композицію «Не зупиняйся». У жовтні починає вести хіт-парад «ONE MUZ» на телеканалі «Правда ТУТ».
У листопаді стає композитором треку «Вуса-Бренд» Павла Зіброва. У грудні співак презентує четвертий сингл «Вино».
2020 рік — Юлік разом із Павлом Зібровим долучились до благодійного фотопроєкту «Усі ми трішки діти» від Серце до серця.
У квітні долучився до створення Духовного гімну України «Боже великий, єдиний, нам Україну храни» у виконанні DZIDZIO.
Співак Julik приголомшив сумою, яку вдалось зібрати для ЗСУ під час мінітуру Європою
Займається DJ-їнгом, створює авторські треки, а також співпрацює з українськими артистами. Юлік є ведучим івентів.
У червні знявся у фільмі Dzidzio «Де гроші»
2022 Артист презентує пісню «Зозуля».
У жовтні 2022 року презентував ліричну композицію та відеокліп «Просто обійняти».
З початку повномастабного вторгнення росії в Україну провів понад 200 благодійних концертів та зібрав на підтримку Збройних сил України понад 100 000 євро.

## Фільмографія
- DZIDZIO Контрабас — (реж. Олег Борщевський) — один з головних героїв комедійного фільму.
- DZIDZIO Перший раз — (реж. Михайло Хома, Тарас Дронь) — епізодична роль діджея в нічному клубі.
- DZIDZIO «Де гроші»- (реж. Михайло Хома), епізодична роль піаніста[35]

## Співпраця з артистами
- Dzidzio[41]
- Ірина Білик
- Alyosha[42]
- Павло Зібров[43]
- Влад Дарвін
- Марина Одольська[44]
- Владіслав Левицький
- Анна Петраш[45]
- гурт «Біла Вежа»[46]
- Андрій Заліско[47]
- Вадим Олійник
- Наталія Валевська[48]

## Сингли
| Назва              | Автор музики      | Автор тексту       | Рік  |
| ------------------ | ----------------- | ------------------ | ---- |
| Boom Boom          | Н.Гук             | Н.Гук ;            | 2018 |
| Та яку люблю       | Н.Гук             | Н.Гук; Р.Пелех     | 2018 |
| Щастя              | Н.Гук             | Н.Гук; Р.Пелех     | 2019 |
| Не зупиняйся       | П.Романчук        | П.Романчук; Н.Гук; | 2019 |
| Вино               | Н.Гук             | Н.Гук              | 2019 |
| Зозуля             | Н.Гук             | Н.Гук              | 2022 |
| Просто обійняти    | А.Парфенов        | Д.Димов            | 2022 |
| Пригорну           | Н.Гук             | Н.Гук              | 2023 |
| Хлопці підемо      | народна           | народна            | 2023 |
| Не тікай           | Н.Гук, Б.Нестор   | Н.Гук, Б.Нестор    | 2023 |
| Під зорями         | В.Ковтун          | А.Парфенов         | 2023 |
| Напевно це ти      | Н.Гук             | Н.Гук              | 2023 |
| Новорічна обіцянка | Н.Гук, І.Прокудін | Н.Гук, І.Прокудін  | 2023 |
| Квіти              | Н.Гук             | Н.Гук, І.Прокудін  | 2024 |
| Вистоїмо           | Н.Гук             | Н.Гук, І.Прокудін  | 2024 |
| Бог ся рождає      | народна           | народна            | 2025 |

## Нагороди та премії
- грудень 2019 — «Гордість Київщини» — ТОП-100 чоловіків Національний рейтинг
- грудень 2019 — «Шлягер року» — композитор пісні «Вуса-Бренд» Павла Зброва[49]
- грудень 2019 — Краматорський прикордонний загін — грамота за активну громадянську позицію, патріотизм
- лютий 2020 — «Українська пісня року 2019» — композитор пісні «Вуса-бренд»[50]
- травень 2021 року — Відзнака Львівського прикордонного загону за активну громадську позицію та всебічну популяризацію ДПСУ[51].
- червень 2022 — Територіальна оборона ЗСУ — подяка за патріотизм та активну громадянську позицію
- вересень 2023 — Державна прикордонна служба/Кінологічний навчальний центр — грамота за патріотизм та активну громадську позицію
- листопад 2024 — 11 прикордонний загін (медаль)[52]

## Музичні відео
| Рік  | Назва кліпу                                            | Режисер      | Оператор            | Автор сценарію |
| ---- | ------------------------------------------------------ | ------------ | ------------------- | -------------- |
| 2018 | «Boom boom»                                            | Р.Пелех      | Василь Зорена       | І.Шишак        |
| 2018 | Павло Зібров feat. Julik — Мертві бджоли [Lyric video] | Р.Пелех      | Василь Зорена       | І.Шишак        |
| 2018 | «Та яку люблю»                                         | Р.Пелех      | В.Шурубура          | І.Жук          |
| 2019 | «Щастя»                                                | Р.Пелех      | Grushka production  | І.Жук          |
| 2019 | «Не зупиняйся»                                         | І.Жук        |                     | В.Зорена       |
| 2022 | Зозуля                                                 | BNProduction | BNProduction        | BNProduction   |
| 2022 | Просто обійняти                                        | В.Шурубура   | В.Шурубура          | BNProduction   |
| 2023 | Пригорну                                               | Р.Пелех      | Р.Пелех             |                |
| 2023 | Під зорями                                             | Л.Панчишин   | Л.Панчишин          | Л.Панчишин     |
| 2023 | Напевно це ти                                          | Р.Пелех      | Р.Пелех             | Р.Пелех/ Н.Гук |
| 2024 | Вистоїмо                                               | KAVERIN      | Anatoliy Ruzhytskyi | Р.Пелех/ Н.Гук |

## Особисте життя
- 2014 — одружився з Катериною Демченко, 2016 року у подружжя народився син Денис.